# Steffen Kachel
Steffen Kachel (* 1965) ist ein deutscher Historiker und Politiker (Die Linke). In der 
2. Wahlperiode (1994–1999) war er Abgeordneter der PDS im Thüringer Landtag.

## Politiker
Steffen Kachel ist seit 2011 Vorsitzender der Partei Die Linke im Stadtverband Erfurt. Zudem arbeitet er als wissenschaftlicher Mitarbeiter der Fraktion Die Linke im Thüringer Landtag und als Vorstandsmitglied in der Rosa Luxemburg Stiftung Thüringen (RLS). Die Schwerpunkte seiner politischen Arbeit liegen in den Bereichen Bildung, insbesondere der politischen Bildung, Jugend, Kommunale Verantwortlichkeiten und Gemeinwesen.

## Historiker
Kachel ist Historiker mit dem Spezialgebiet Geschichte der Thüringer Arbeiterbewegung. Er studierte an der Karl-Marx-Universität Leipzig. An der Universität Erfurt promovierte er mit der Arbeit Ein rot-roter Sonderweg? Sozialdemokraten und Kommunisten in Thüringen 1919 bis 1949. 

„Steffen Kachel hat eine beeindruckend quellen- und literaturgesättigte Arbeit vorgelegt, die nicht nur Antworten auf Fragen der Kontinuität und des Wandels politischer Milieus gibt. Vielmehr leistet er mit seinem ohnehin überzeugenden sozialstrukturellen Vergleich landes- wie auch parteiengeschichtliche Grundlagenarbeit, […].“

Darüber hinaus enthält das Werk umfangreiche Tabellen mit Wahlergebnissen und Gremienbesetzungen sowie als Anhang 105 Kurzlebensläufe von teils eher unbekannten thüringischen Funktionären der unteren und mittleren Landesebene.

## Schriften
- Ein rot-roter Sonderweg? Sozialdemokraten und Kommunisten in Thüringen 1919 bis 1949 (= Veröffentlichungen der Historischen Kommission für Thüringen. Kleine Reihe. Band 29). Böhlau Verlag, Köln/Weimar/Wien 2011, ISBN 978-3-412-20544-7.
- Die USPD – Versuch eines dritten Weges? In: JahrBuch für Forschungen zur Geschichte der Arbeiterbewegung, Heft III/2007.
- Entscheidung für die SED 1946 – ein Verrat an sozialdemokratischen Idealen? In: JahrBuch für Forschungen zur Geschichte der Arbeiterbewegung, Heft I/2004.